# 探测器8号
探测器8号(Zond 8)也被称为“L-1 No.14”，为系列绕月飞船中的最后一艘，也是前苏联探测器号系列航天器之一，作为载人绕月航天器联盟7K-L1号的无人驾驶版，其设计宗旨为演练有人驾驶的绕月飞行。该项目于1965年启动，目标为在与美国登月竞赛中取得领先，但在1968年12月三名美国宇航员完成阿波罗8号绕月任务后，该项目失去了其重要性。

## 任务
1970年10月20日格林尼治标准时间19点55分39秒，探测器8号于拜科努尔81/23发射台，由质子K/D运载火箭发射升空，从环地轨道直接飞向月球。探测器8号质量为5375千克(11850磅) ，对外公布的目标是对月球和绕月空间进行调查，并对机载系统和装置进行测试。
1970年10月21日，飞船于距离64480公里(40070英里)的地方拍摄了地球照片，10月22日在距地球25万公里(16万英里)处进行了轨道中段修正。连续三天传回飞行中拍摄的地球图像。探测器8号在飞往月球的过程中没有发生任何问题，10月24日，抵达距月球1110公里(690英里)的范围内，并环目标盘旋，在两次不同时段拍摄了月表黑白和彩色照片，飞行中还获得了一些科学测量数据。
在经两次中途修正后，探测器8号成功进入地球北半球上空的返回轨道，而不是标准的从南部靠近的方案，从而使苏联地面控制站能够与飞船保持近乎不间断的联系。然而，在返回段制导系统出现故障，航天器执行的是简单弹道式(而不是制导)的重返大气层。
1970年10月27日格林尼治标准时间13时55分，探测器8号降落舱重新进入地球大气层，并安全溅落在印度洋查戈斯群岛东南730公里(450英里)处的海面上，距原定降落点仅差24公里(15英里)，苏联回收船“塔曼号”将其打捞并运回了莫斯科 。
苏联政府于1970年最终决定取消L1项目。

### 科研仪器
- 成像系统
- 太阳风收集包

## 探测器9号
探测器9号，也称“联盟7K-L1 s/n 10号”，曾已计划但后被取消。探测器9号原计划于1969年7月发射，并搭载帕维尔·罗曼诺维奇·波波维奇和维塔利·塞瓦斯塔亚诺夫(Vitali Sevastyanov)两名机组人员但未被发射。

## 探测器10号
探测器10号，也称“联盟7K-L1 s/n 15号”，曾已计划但也被取消。

## 另请参阅
- 溅落